# Kanton Saint-Sever-Calvados
Saint-Sever-Calvados is een voormalig kanton van het Franse departement Calvados. Het kanton maakt deel uit van het arrondissement Vire.
Op 22 maart 2015 werd het kanton opgeheven en werden de gemeenten toegevoegd aan het aangrenzende kanton Vire.

## Gemeenten
Het kanton Saint-Sever-Calvados omvatte de volgende gemeenten:
- Beaumesnil
- Campagnolles
- Champ-du-Boult
- Courson
- Fontenermont
- Le Gast
- Landelles-et-Coupigny
- Le Mesnil-Benoist
- Le Mesnil-Caussois
- Mesnil-Clinchamps
- Le Mesnil-Robert
- Pont-Bellanger
- Pont-Farcy
- Saint-Aubin-des-Bois
- Sainte-Marie-Outre-l'Eau
- Saint-Manvieu-Bocage
- Saint-Sever-Calvados (hoofdplaats)
- Sept-Frères